# Gudmoniškės pelkė
Gudmoniškės pelkė este o arie protejată (arie specială de conservare — SAC, sit de importanță comunitară — SCI) din Lituania întinsă pe o suprafață de 100 ha, integral pe uscat.

## Localizare
Centrul sitului Gudmoniškės pelkė este situat la coordonatele 55°52′22″N 22°56′05″E / 55.8728°N 22.9347°E.

## Înființare
Situl Gudmoniškės pelkė a fost declarat sit de importanță comunitară în mai 2005 pentru a proteja 1 specie de animale. Situl a fost protejat și ca arie specială de conservare în decembrie 2018.

## Biodiversitate
Situată în ecoregiunea boreală, aria protejată conține 4 habitate naturale: Mlaștini turboase de tranziție și turbării mișcătoare, Izvoare fino-scandinave și mlaștini produse de izvoare bogate în minerale, Mlaștini alcaline, Păduri caducifoliate de mlaștină fino-scandinave.
La baza desemnării sitului se află o specie protejată de  nevertebrate: fluturele auriu (Euphydryas aurinia).